# Oberinspektor Marek (Fernsehserie)
Oberinspektor Marek war eine österreichische Krimiserie, die vom ORF von 1963 bis 1970 im Österreichischen Fernsehen ausgestrahlt wurde.

## Inhalt
Die einzelnen Folgen spielen im Kommissariat 24 der Wiener Kriminalpolizei und erzählen von Fällen, in denen Oberinspektor Marek und sein Team ermitteln.
Die Serie stammte anfangs von Friedrich Redl, die letzten vier Folgen schrieb dann der Hauptdarsteller Fritz Eckhardt. Die einzelnen Folgen wurden in einem Studio aufgezeichnet, was zum kammerspielartigen Charakter der Serie beitrug. Neben Fritz Eckhardt als Viktor Marek in der Hauptrolle spielte von Anfang an Kurt Jaggberg die Rolle des Bezirksinspektors Otto Wirz. Ab 1971 wurde die Serie mit der gleichen Besetzung bis 1983 als österreichischer Beitrag zur Tatort-Serie fortgesetzt, wobei Eckhardt weiterhin die Drehbücher der Folgen schrieb.
Im Jahr 1987, vier Jahre nach dem letzten Marek-Tatort, trat die Figur als Gastrolle in der ebenfalls von Eckhardt geschriebenen ORF-Tatort-Folge „Der letzte Mord“ auf. Weitere fünf Jahre später, im Jahr 1992, ermittelte Eckhardt ein letztes Mal als Marek in dem Krimi „Mord im Wald“, der allerdings als Einzelstück produziert und gesendet wurde.

## Folgen

### Vorladung
Eine Frau stirbt durch Abgase in ihrem Auto. Verdächtig sind ihr Mann und ihre Schwägerin. Durch Befragungen kommt Oberinspektor Marek der wahren Ursache auf den Grund.

### Einvernahme
Ein junges Mädchen wird durch eine Leuchtgasvergiftung in der Wohnung seines Liebhabers schwer verletzt. Alles sieht nach einem Selbstmordversuch aus, doch Marek glaubt nicht daran und lockt den Täter in eine Falle.

### Freispruch
Ein Mann wird wegen Mordes an seiner Frau angeklagt, jedoch freigesprochen. Inspektor Wirz, der vorübergehend den Chefsessel übernommen hat, glaubt nicht an seine Unschuld. Doch da kommt Marek aus dem Urlaub zurück.

### Tödlicher Unfall
Oberinspektor Marek wird gerügt, weil er einen Selbstmord als Mord untersuchte. Als er und seine Leute einen tödlichen Unfall eines Mannes untersuchen, erkennen sie, dass der Fall komplexer ist, als es zunächst den Anschein hat.

### Mädchenmord
Ein Mädchen fällt tot aus einem Sportwagen. Das Mädchen hatte nicht den besten Ruf – und was hat die Fleischerei Gaiter mit dem Fall zu tun? Für Inspektor Marek fangen damit die Ermittlungen an.

### An einem einzigen Tag
Eine Entführung – ein totes Kind und ein Generaldirektor, der eine beachtliche Erbschaft macht. Oberinspektor Marek muss alles an einem Tag klären.

### Einfacher Doppelmord
Marek lässt eine Leiche exhumieren, da es sich um Mord handeln soll. Maria, die Geliebte des Generaldirektors Kern, ist Hauptverdächtige, und Marek ist bald auf der richtigen Spur.

### Perfekter Mord
Fery Preis, ein Kriegskamerad von Marek, verliert seine Frau unter seltsamen Umständen. Doch die Obduktion bringt nichts. Marek gibt sich damit nicht zufrieden.

### Filme innerhalb der ReiheTatort
| Folge | Titel                                        | Sender | Erstausstrahlung | Drehbuch       | Regie            | Gastkommissar |
| ----- | -------------------------------------------- | ------ | ---------------- | -------------- | ---------------- | ------------- |
| 12    | Mordverdacht                                 | ORF    | 07. Nov. 1971    | Fritz Eckhardt | Walter Davy      | Trimmel       |
| 23    | Die Samtfalle                                | ORF    | 12. Nov. 1972    | Fritz Eckhardt | Walter Davy      | Kressin       |
| 35    | Frauenmord                                   | ORF    | 09. Dez. 1973    | Fritz Eckhardt | Fritz Eckhardt   | Brauchle      |
| 44    | Mord im Ministerium                          | ORF    | 13. Okt. 1974    | Fritz Eckhardt | Fritz Eckhardt   | Kasulke       |
| 55    | Urlaubsmord                                  | ORF    | 28. Sep. 1975    | Fritz Eckhardt | Peter Weck       | Veigl         |
| 66    | Annoncen-Mord                                | ORF    | 12. Sep. 1976    | Fritz Eckhardt | Peter Weck       | Brammer       |
| 79    | Der vergessene Mord                          | ORF    | 11. Sep. 1977    | Fritz Eckhardt | Peter Patzak     |               |
| 92    | Mord im Krankenhaus                          | ORF    | 08. Okt. 1978    | Fritz Eckhardt | Michael Kehlmann |               |
| 105   | Mord im Grand-Hotel                          | ORF    | 21. Okt. 1979    | Fritz Eckhardt | Georg Lhotsky    |               |
| 117   | Mord auf Raten                               | ORF    | 19. Okt. 1980    | Fritz Eckhardt | Georg Lhotsky    |               |
| 129   | Mord in der Oper                             | ORF    | 18. Okt. 1981    | Fritz Eckhardt | Wolfgang Glück   |               |
| 142   | Mordkommando                                 | ORF    | 17. Okt. 1982    | Fritz Eckhardt | Jochen Bauer     |               |
| 150   | Mord in der U-Bahn (als Oberinspektor a. D.) | ORF    | 18. Sep. 1983    | Fritz Eckhardt | Kurt Junek       |               |

Daneben absolvierte Marek auch diverse Gastauftritte in Fällen anderer Tatort-Ermittler:
| Folge | Titel                                      | Sender | Erstausstrahlung | Drehbuch                                 | Hauptermittler |
| ----- | ------------------------------------------ | ------ | ---------------- | ---------------------------------------- | -------------- |
| 20    | Kressin und der Mann mit dem gelben Koffer | WDR    | 09. Juli 1972    | Wolfgang Menge                           | Kressin        |
| 71    | Himmelblau mit Silberstreifen              | SDR    | 30. Jan. 1977    | Fritz Eckhardt                           | Lutz           |
| 96    | Der King                                   | HR     | 11. Feb. 1979    | Georg Feil                               | Konrad         |
| 175   | Baranskis Geschäft                         | NDR    | 01. Dez. 1985    | Friedhelm Werremeier, Jochen Wedegärtner | Delius         |
| 187   | Automord                                   | HR     | 30. Nov. 1986    | Fritz Eckhardt                           | Brinkmann      |
| 196   | Wunschlos tot                              | ORF    | 30. Aug. 1987    | Kurt Junek, Bert Steingötter             | Passini        |
| 199   | Der letzte Mord                            | ORF    | 29. Nov. 1987    | Fritz Eckhardt                           | Pfeifer        |

In der Folge AE 612 ohne Landeerlaubnis leistet Bezirksinspektor Wirz seinem Kollegen Trimmel aus Hamburg Amtshilfe per Telefon.
Mareks Mitarbeiterin Susi Wodak hat einen Gastauftritt in der Folge Kressin und der Mann mit dem gelben Koffer. In der Folge Das Archiv ist sie zudem als Telefonistin zu sehen. 

## EinzelfilmMord im Wald(1992)
Marek ist nach seiner Pensionierung nach Neuseeland ausgewandert. Als er im Lotto gewinnt, kehrt er nach Österreich zurück, um das Geld dort anzulegen, und wird dabei in die Ermittlungen zu einem Mordfall verwickelt. Bei seiner Rückkehr trifft er am Flughafen auf seine ehemalige Mitarbeiterin Susi Wodak.

## Crossover

### Der Kommissar, Folge 28 (1970):Drei Tote reisen nach Wien
Marek führt gemeinsam mit Kommissar Keller die Befragung einer Zeugin durch, die mit drei Münchner  Männern mittleren Alters eine Nacht im Hotel verbrachte, von denen zwei in München ermordet wurden und der dritte Morddrohungen erhält. (Die Reihe um Oberinspektor Marek wurde erst später in die Reihe Tatort eingegliedert.)

### Derrick, Folge 12 (1975):Ein Koffer aus Salzburg
Bezirksinspektor Wirtz unterstützt Derricks Mitarbeiter Schröder bei dessen Ermittlungen in Salzburg.

## DVD-Veröffentlichung
Die Serie Oberinspektor Marek erschien am 26. Oktober 2009 bei ARD-Video in der Reihe Straßenfeger.